# Diazotace
Diazotace (řečtina + latina) je chemická reakce, při které se na aromatické primární aminy působí směsí dusitanu a nadbytku anorganické kyseliny za vzniku diazoniové soli.

Diazotace

Reakce probíhá následujícím mechanismem:
- Reakcí dusitanu a kyseliny vzniká kyselina dusitá a sůl příslušné kyseliny:

NaNO2 + HCl → HNO2 + NaCl
- Následuje rychlá protonizace kyseliny dusité:

HNO2 + H+ → H2NO +
2 
- Dalším krokem je pomalá reakce tohoto činidla s primárním aminem za vzniku nitrosaminu:

Ar-NH2 + H2NO +
2  → Ar-NH-NO + H+ + H2O
- Poté probíhá rychlá reakce přes diazohydroxid až na konečnou diazoniovou sůl:

Ar-NH-NO + H+ → Ar-N=NO+H2 → [Ar-N≡N]+ + H2O
Vzniklé diazoniové soli slouží jako meziprodukt při výrobě například azobarviv, léčiv.
Používá se k rozlišení primárního, sekundárního a terciárního aminu nebo k rozlišení alifatických aminů od aromatických.